# Westmount

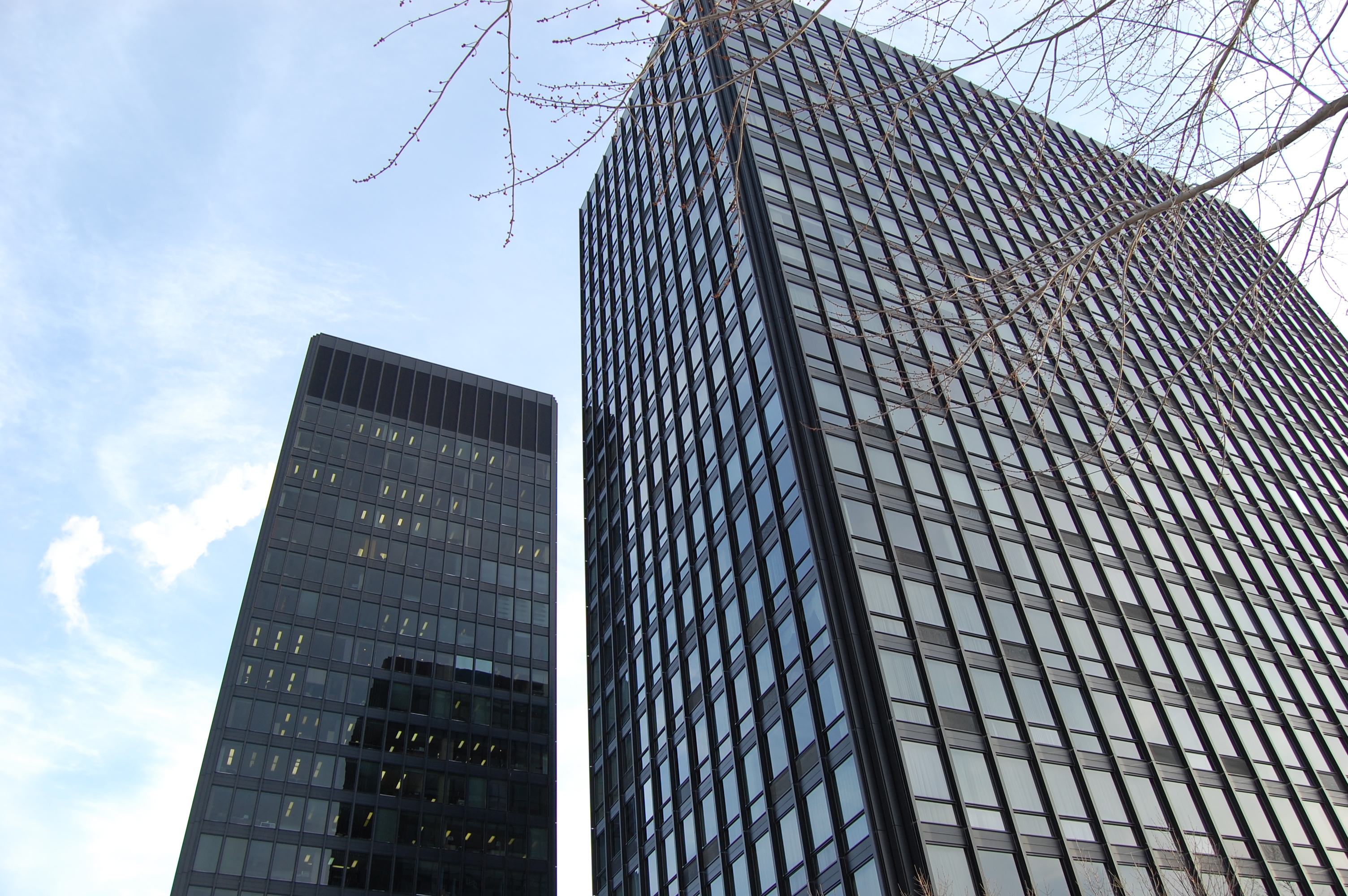
Grattacieli di Westmount Square

Westmount è un'enclave della città di Montréal, classificata come quartiere autonomo. Si trova nella zona ovest della città (West Side) ed ha una popolazione di 21 000 abitanti. Da sempre è uno dei quartieri più ricchi del Canada e di tutto il Nord America.

## Descrizione
Oggi il reddito annuo pro capite di Westmount è 210 000 dollari mentre il reddito medio familiare sfiora i 430 000 dollari all'anno, cifre che pongono la zona nel gruppo dei più prestigiosi quartieri nordamericani al livello dell'Upper East Side di New York o di Forest Hill a Toronto.

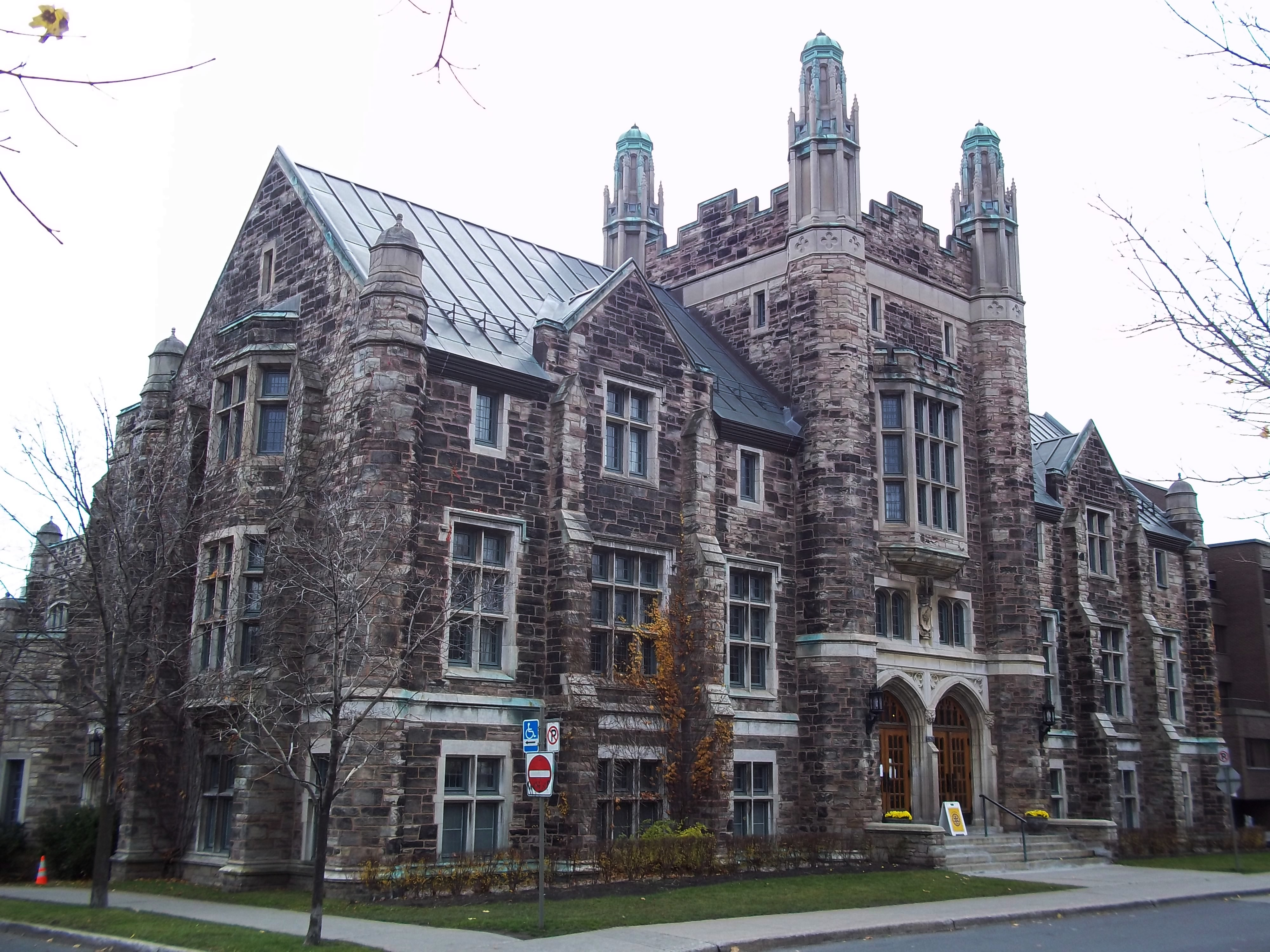
Victoria Hall

Le categorie lavorative degli abitanti di Westmount sono ripartite con il 33% che ricopre cariche manageriali, circa il 20% attivo nella finanza e nel business e il 15% in uffici pubblici o organizzazioni autonome.

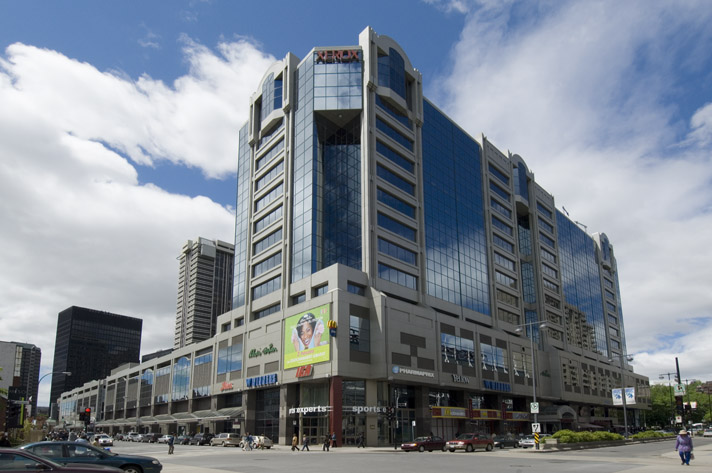
Place Alexis Nihon, sede del CIM

Il quartiere è sede di compagnie, fondi di investimento e del Canadian Institute of Mining, Metallurgy and Petroleum (CIM).
La municipalità è ufficialmente bilingue: la popolazione di madrelingua anglofona rappresenta il 54,94% del totale, quella francofona il 20,03%; il restante è costituito da locutori di vari altri idiomi (spagnolo, arabo, cinese, russo, tedesco, italiano...)
(dati censimento 2011). Il 77% degli anglofoni si dichiara comunque capace di esprimersi correntemente anche in francese. 
Inoltre è presente una forte comunità quacchera, da molti considerata il motore dell'economia dell'intera città di Montréal.
Proprio perché Westmount è considerato, insieme a Square Victoria dove ha sede la borsa, il luogo centrale dell'economia della metropoli e quindi del potere, il quartiere è stato più volte scenario di attentati dinamitardi da parte di attivisti del FLQ (Front de Libération du Québec).
L'enclave si estende tra due grandi parchi, e al suo interno sono presenti piscine, biblioteche, campi da golf e da Lacrosse, club privati e circoli.
Le scuole sono di alto livello e in prossimità, poco fuori dai confini del quartiere, si trova anche l'Università Concordia.
All'interno del quartiere si trova la Casa Albert-Furness, esempio di architettura neogotica considerata sito storico nazionale.